# Czech Hockey Games 2023
25. edycja turnieju Czech Hockey Games rozgrywana była w dniach 4–7 maja 2023 roku. Brały w niej udział cztery reprezentacje: Czech, Szwecji, Finlandii i Szwajcarii. Każdy zespół rozegrał po trzy spotkania, łącznie odbyło się sześć meczów. Pięć spotkań rozegrano w hali Winning Group Arena w Brnie, jeden mecz odbył się w Göteborgu w hali Scandinavium. Turniej był czwartym, a zarazem ostatnim zaliczanym do klasyfikacji Euro Hockey Tour w sezonie 2022/2023.

## Wyniki
| 4 maja 2023 | Finlandia | 3:2 pd. | Czechy | Winning Group Arena, Brno |

| Szczegóły      | Szczegóły                                                          | Szczegóły            | Szczegóły                                 | Szczegóły                                                                                                  |
| -------------- | ------------------------------------------------------------------ | -------------------- | ----------------------------------------- | --- |
| Godzina: 18:20 | H. Pesonen (EQ) 17:57 M. Ruohomaa (PP) 59:37 H. Pesonen (EQ) 62:12 | (1:0, 0:0, 1:2, 1:0) | 48:24 (EQ) R. Knot 55:21 (EQ) R. Červenka | Widzów: 5417 Sędzia główny: Miroslav Štolc Michael Tscherrig Sędziowie liniowi: Daniel Hynek Jiří Ondráček |
| Godzina: 18:20 | 12 min. kar                                                        |                      | 8 min. kar                                | Widzów: 5417 Sędzia główny: Miroslav Štolc Michael Tscherrig Sędziowie liniowi: Daniel Hynek Jiří Ondráček |

| 4 maja 2023 | Szwecja | 3:0 | Szwajcaria | Scandinavium, Göteborg |

| Szczegóły      | Szczegóły                                                              | Szczegóły       | Szczegóły   | Szczegóły |
| -------------- | ---------------------------------------------------------------------- | --------------- | ----------- | --- |
| Godzina: 19:00 | L. Raymond (PP) 05:12 L. Raymond (PP) 52:55 A. Nylander (EQ/ENG) 58:05 | (1:0, 0:0, 2:0) |             | Widzów: 6837 Sędzia główny: Lassi Heikkinen Mikko Kaukokari Sędziowie liniowi: Daniel Persson Emil Yletyinen |
| Godzina: 19:00 | 6 min. kar                                                             |                 | 10 min. kar | Widzów: 6837 Sędzia główny: Lassi Heikkinen Mikko Kaukokari Sędziowie liniowi: Daniel Persson Emil Yletyinen |

| 6 maja 2023 | Szwajcaria | 2:1 | Finlandia | Winning Group Arena, Brno |

| Szczegóły      | Szczegóły                                    | Szczegóły       | Szczegóły            | Szczegóły                                                                                            |
| -------------- | -------------------------------------------- | --------------- | -------------------- | --- |
| Godzina: 12:00 | M. Miranda (EQ) 04:28 C. Thürkauf (EQ) 24:49 | (1:1, 1:0, 0:0) | 17:25 (EQ) O. Määttä | Widzów: 3468 Sędzia główny: Antonín Jeřábek Jiří Ondráček Sędziowie liniowi: Josef Špůr Lukáš Rampír |
| Godzina: 12:00 | 8 min. kar                                   |                 | 6 min. kar           | Widzów: 3468 Sędzia główny: Antonín Jeřábek Jiří Ondráček Sędziowie liniowi: Josef Špůr Lukáš Rampír |

| 6 maja 2023 | Czechy | 4:3 | Szwecja | Winning Group Arena, Brno |

| Szczegóły      | Szczegóły                                                                                | Szczegóły       | Szczegóły                                                           | Szczegóły                                                                                                |
| -------------- | ---------------------------------------------------------------------------------------- | --------------- | ------------------------------------------------------------------- | --- |
| Godzina: 16:00 | D. Voženílek (EQ) 33:20 M. Špaček (EQ) 37:25 J. Černoch (EQ) 39:04 O. Beránek (EQ) 45:45 | (0:1, 3:0, 1:2) | 05:05 (EQ) O. Lindberg 48:52 (PP) A. Nylander 57:40 (EQ) L. Raymond | Widzów: 5278 Sędzia główny: Miroslav Štolc Michael Tscherrig Sędziowie liniowi: Vít Lederer Petr Šimánek |
| Godzina: 16:00 | 14 min. kar                                                                              |                 | 10 min. kar                                                         | Widzów: 5278 Sędzia główny: Miroslav Štolc Michael Tscherrig Sędziowie liniowi: Vít Lederer Petr Šimánek |

| 7 maja 2023 | Szwecja | 4:3 pd. | Finlandia | Winning Group Arena, Brno |

| Szczegóły      | Szczegóły                                                                                       | Szczegóły            | Szczegóły                                                              | Szczegóły                                                                                      |
| -------------- | ----------------------------------------------------------------------------------------------- | -------------------- | ---------------------------------------------------------------------- | ---------------------------------------------------------------------------------------------- |
| Godzina: 12:00 | A. Petersson (EQ) 12:13 H. Tömmernes (EQ) 36:19 F. Zetterlund (PP) 56:08 P. Lindholm (EQ) 61:28 | (1:0, 1:2, 1:1, 1:0) | 26:25 (PP2) T. Hartikainen 39:36 (EQ) A. Suomela 42:35 (EQ) A. Oksanen | Widzów: 3152 Sędzia główny: Robin Šír Daniel Pražák Sędziowie liniowi: Vít Lederer Michal Zíka |
| Godzina: 12:00 | 6 min. kar                                                                                      |                      | 10 min. kar                                                            | Widzów: 3152 Sędzia główny: Robin Šír Daniel Pražák Sędziowie liniowi: Vít Lederer Michal Zíka |

| 7 maja 2023 | Czechy | 2:3 | Szwajcaria | Winning Group Arena, Brno |

| Szczegóły      | Szczegóły                                  | Szczegóły       | Szczegóły                                                      | Szczegóły |
| -------------- | ------------------------------------------ | --------------- | -------------------------------------------------------------- | --- |
| Godzina: 16:00 | M. Kempný (EQ) 00:29 J. Smejkal (PP) 40:12 | (1:1, 0:1, 1:1) | 06:29 (PP) G. Haas 32:56 (PP) R. Loeffel 45:59 (EQ) M. Miranda | Widzów: 4787 Sędzia główny: Daniel Eriksson Andreas Harnebring Sędziowie liniowi: Miroslav Lhotský Jiří Svoboda |
| Godzina: 16:00 | 27 min. kar                                |                 | 10 min. kar                                                    | Widzów: 4787 Sędzia główny: Daniel Eriksson Andreas Harnebring Sędziowie liniowi: Miroslav Lhotský Jiří Svoboda |

## Klasyfikacja
| Poz. | Zespół     | M | Pkt | Z | WpD | PpD | P | G+ | G- | +/- |
| ---- | ---------- | - | --- | - | --- | --- | - | -- | -- | --- |
| 1    | Szwajcaria | 3 | 6   | 2 | 0   | 0   | 1 | 5  | 6  | -1  |
| 2    | Szwecja    | 3 | 5   | 1 | 1   | 0   | 1 | 10 | 7  | +3  |
| 3    | Czechy     | 3 | 4   | 1 | 0   | 1   | 1 | 8  | 9  | -1  |
| 4    | Finlandia  | 3 | 3   | 0 | 1   | 1   | 1 | 7  | 8  | -1  |